# Tabernaemontana mocquerysi
Tabernaemontana mocquerysi är en oleanderväxtart som beskrevs av A. Dc.. Tabernaemontana mocquerysi ingår i släktet Tabernaemontana och familjen oleanderväxter. Inga underarter finns listade i Catalogue of Life.